# حقوق الإنسان في إيطاليا
حقوق الإنسان هي الحقوق الأساسية لكل مواطن في كل بلد. في إيطاليا، تطورت حقوق الإنسان لسنوات عديدة، وتملك إيطاليا تعليمًا حول حقوق الإنسان. تشمل حقوق الإنسان الأساسية في إيطاليا حرية العقيدة والإيمان، وحق اللجوء من بلدان غير ديمقراطية، والحق في العمل، والحق في الكرامة والمساواة أمام القانون. بالإضافة إلى ذلك، يوجد في إيطاليا أنواع خاصة من حقوق الإنسان للنساء والأطفال ومثليي الجنس. كما يوجد فيها بعض المنظمات التي تدعم حقوق الإنسان.

## تطورات حقوق الإنسان في إيطاليا
بفضل مساهمتهم بجهود كبيرة في حماية حقوق الإنسان، تَعتبر إيطاليا النشطاء والمدافعين عن حقوق الإنسان من أصحاب الأدوار الرئيسية في البلد، إذ تعمل هذه الأخيرة على تعزيز حقوق الإنسان ودعم الضحايا الذين تتعرض حرياتهم الأساسية أو حقوقهم الإنسانية للانتهاك. يُعتبر فيتوريو أريجوني، وسيرجيو ديليا، وجوسيب فيرفولجا وبعض الأفراد الآخرين مدافعين ناشطين عن حقوق الإنسان ومن النشطاء الذين شاركوا في سلسلة من أحداث حماية حقوق الإنسان، وشجعوا التقدم في هذا المجال. يحصل كل من الناشطين والمدافعين عن حقوق الإنسان على الدعم وتلتزم إيطاليا بالدفاع عن حقوق هؤلاء الأفراد والجماعات  وسلامتهم بهدف تعزيز جهودهم وجهود شركائهم. تستمر إيطاليا حاليًا، بالمشاركة مع الاتحاد الأوروبي وباتباع المبادئ التوجيهية لمنظمة الأمن والتعاون في أوروبا، بدعم الناشطين والمدافعين عن حقوق الإنسان للمجتمع المدني بأسره.

### التثقيف في مجال حقوق الإنسان
وُضع التثقيف في مجال حقوق الإنسان كأداة أساسية في إيطاليا تهدف إلى تعزيز الوعي بالحقوق وكذلك وسائل استخدامها كحماية بين المواطنين. كما تحاول هذه الأداة تعزيز احترام كرامة الإنسان، وترسيخ التفاهم المتبادل، وتقوية حماية الحريات الأساسية للأفراد من خلال ضمان حقوقهم الإنسانية في المجتمع. يتم التثقيف في كل من المؤسسات الرسمية وغير الرسمية لتدريب المواطنين الإيطاليين على حماية حقوق الإنسان وتعزيزها في كل مرحلة من مراحل الحياة. في عام 2018، صممت الحكومة الإيطالية وأطلقت برنامج «مسؤولية الحماية» كمشروع مدرسي لتعزيز وعي الطلاب بحماية الحريات الأساسية والحقوق الإنسانية.

## حقوق الإنسان في إيطاليا

### حرية العقيدة والإيمان
تنسّق إيطاليا سنويًا مع الدول الأعضاء في الاتحاد الأوروبي للعمل على القرار المتعلق بحقوق الدين والمعتقد، وتندد بمختلف أنواع التعصب والتمييز فيما يتعلق بالقضايا الدينية. أنشأت إيطاليا إشارةً وفقًا للمبادئ التوجيهية للاتحاد الأوروبي عن حرية الدين والمعتقد لدعم الإجراءات ضد الدول الثالثة في مجال الحرية أو الدين على مستوى الاتحاد الأوروبي. في هذه الأثناء، تشير هذه الإرشادات إلى الحق في ممارسة حرية الدين بشكل جماعي، بهدف حماية المجموعات ذات الأقلية الدينية. في عام 2017، نوقشت المبادرات المتعلقة بحرية الدين والمعتقد وروُّج لها ضمن الرئاسة الإيطالية لمجموعة السبعة وكذلك في مهامها. بالإضافة إلى ذلك، وبدعم من فرنسا في عام 2017، شُجّع على قرار مجلس الأمن لحماية التراث الثقافي ومكافحة الصفقات غير القانونية للآثار الثقافية. حصل القرار على موافقة بالإجماع واعتُمد في مارس من العام نفسه. فيما يتعلق بمكافحة العنف الديني، يشير القرار إلى الأحكام الرئيسية التي تهدف إلى المساعدة في تعزيز التنوع العرقي والديني على المستوى الوطني وعلى المدى الطويل.

### عقوبة الإعدام
يمنع الدستور الإيطالي لعام 1947 عقوبة الإعدام خارج القانون العسكري في زمن الحرب. وتُعد الأولوية القصوى للحملة الدولية وقف عقوبة الإعدام. فمنذ التسعينيات، رُوّج لعدة مبادرات لتحقيق وقف عالمي لعقوبة الإعدام. اعتمدت الجمعية العامة للأمم المتحدة الوقف الاختياري في عام 2007 وحصل القرار على الموافقة بعدد كبير من الأصوات. بعد ذلك، اعتمدت الجمعية العامة للأمم المتحدة القرارات كل سنتين. كان آخر قرار مُعتمَد بشأن وقف عقوبة الإعدام في عام 2018. حصل القرار على 121 صوت داعم وهو أعلى رقم «للأصوات الداعمة» حتى الآن. في عام 2014، استدعت الوزارة الإيطالية للشؤون الخارجية والتعاون الدولي ممثلين عن منظمات المجتمع المدني، وطلبت تنسيق عمل البلاد لتعزيز فعاليتها في تحسين الوعي ضمن البلدان الثالثة والحصول على ردودهم الإيجابية على قرار الأمم المتحدة بالوقف الاختياري قبل أن تجري اللجنة الثالثة تصويتًا عليه.

### التمييز
الجوانب الرئيسية المدرجة في التمييز على المستوى المدني حاليًا هي معاداة السامية، والعنصرية، والتحيز الجنسي. أطلقت إيطاليا سلسلة من القوانين والمدونات التي تحارب التمييز وتحمي حقوق الإنسان والحريات الأساسية للفئات الضعيفة والأقليات في مختلف مراحل التاريخ.

### حقوق المرأة
إيطاليا ملتزمة بتعزيز المساواة بين الجنسين وتمكين المرأة في البلاد - كجزء من اتفاقية الأمم المتحدة للقضاء على جميع أشكال التمييز ضد المرأة، إيطاليا هي أحد المشاركين الذين يدعمون ويعززون حقوق النساء في مكان العمل، والمجتمع، والأسرة. تحصل القضايا والتحسينات ذات الصلة على الترويج داخل الأمم المتحدة كل عام. دفعت إيطاليا إلى اتفاقية مجلس أوروبا بشأن حماية الإناث من العنف والتي دخلت حيز التنفيذ في عام 2014. في عام 2016، اعتُمدت خطة العمل الوطنية الثالثة لتنفيذ برنامج المرأة والسلام والأمن على المستوى الوطني.

### حقوق الأفراد من مجتمع الميم
أصبح النشاط الجنسي المثلي قانونيًا في إيطاليا منذ عام 1890، رغم أنّ بعض الدول المستقلة سابقًا والتي شكلت مملكة إيطاليا كانت قد سبق وشرّعته بالفعل. تغيرت حقوق المثليات والمثليين ومزدوجي الميول الجنسية والمتحولين جنسيًا منذ عام 1890 عندما أصبح النشاط الجنسي المثلي قانونيًا وصدر قانون عقوبات جديد. في عام 2016، سنّت إيطاليا قانون النقابات المدنية لتوفير حقوق الزواج للأزواج المثليين. ولكن، ما يزال تبنّي الأطفال نقاشًا قضائيًا وغير مدرج في مشروع القانون. كما يوفر القانون نفسه العديد من الحقوق القانونية لمجموعات المثليين والمغايرين جنسيًا الذين يتساكنون. سمحت المحكمة العليا الإيطالية رسميًا بالزواج بين امرأتين واعترفت به في عام 2017.
منذ عام 1982، سمحت إيطاليا للأشخاص بتغيير جنسهم بشكل قانوني. ومن أجل القضاء على التمييز ضد المتحولين جنسيًا، لا سيما في مكان العمل والتوظيف، حظرت إيطاليا هذا التمييز منذ عام 2003. ولم تصدر مشاريع قوانين أو مدونات أخرى ضد التمييز على أساس الميل الجنسي أو الهوية الجنسية بعد ذلك.

### حقوق الأطفال
على المستوى متعدد الأطراف، حصلت مبادرات مختلفة لحماية الطفولة وتعزيز حقوق الطفل في البلاد، كما أصدرت الجمعية العامة للأمم المتحدة القرار السنوي الذي يعزز ويحمي حقوق الطفل. في عام 2000، وفيما يتعلق باتفاقية الأمم المتحدة لحقوق الطفل، نفذت إيطاليا المبادئ التي وضعتها الأمم المتحدة في عام 1989 المتعلقة بحماية حق الأطفال في النزاعات المسلحة. على مستوى حماية الأطفال، أدى التزام إيطاليا إلى اعتماد مبادئ توجيهية بشأن حماية حقوق الأطفال في مجال بروتوكولات كل من الاتحاد الأوروبي والأمم المتحدة. وفي الوقت نفسه، تدعم إيطاليا العديد من المبادرات المتعلقة بحقوق الطفل وفقًا لعمليات حفظ السلام الموجودة في مهام الأمم المتحدة.

### القانون الدولي الإنساني
يعد القانون الدولي الإنساني جزءًا مهمًا في النظام القانوني لبلد يرتبط ارتباطًا وثيقًا بتحالفاته وبالبلدان الأخرى، إذ يعرض الإنسانية على المنظورَين الاجتماعي والأخلاقي. تساهم إيطاليا باستمرار في تعزيز نظام القانون الدولي الإنساني من أجل الحد من آثار النزاع المسلح على السكان الدوليين. تشكل إيطاليا حاليًا جزءًا من اتفاقيات لاهاي، والبروتوكولات الإضافية الثلاثة، بالإضافة إلى اتفاقيات جنيف الأربع لعام 1949، والتي تشكل قانونيًا الأعمال الكبرى المتعلقة بالقضية الإنسانية.